# 알리나 자기토바
알리나 일나조브나 자기토바(러시아어: Али́на Ильна́зовна Заги́това, 타타르어:  Алинә Илназ кызы Заһитова, 2002년 5월 18일 ~ )는 러시아의 피겨스케이팅 선수이다. 2018년 동계 올림픽 여자 싱글 금메달리스트이며, 2018 유럽 선수권 대회, 2017-18 그랑프리 파이널, 2018년 러시아 선수권 대회 우승을 거머쥐었다. 또한 2018년 동계 올림픽 피겨스케이팅 팀이벤트에서 러시아 출신 선수단 대표로 출전해 은메달 수상에 기여하였다.
이전에는 2017년 세계 주니어 선수권 대회와 2016-17년 피겨스케이팅 그랑프리 파이널에서 금메달을 차지하였으며, 그랑프리 파이널의 경우 207.43점을 기록해 사상 처음으로 총점수 200점을 넘긴 주니어 챔피언이 되었다.

## 생애

### 개인 이력
2002년 5월 18일 러시아 이젭스크에서 일나스 자기토프와 레이산 부부의 장녀로 태어났다. 아버지 일나스는 타타르계로 아이스하키 선수 출신 지도자이다. 7년 후에는 여동생 사비나가 태어나면서 언니가 되었다. 알리나는 원래 태어나고 나서 1년 동안은 이름이 없었는데, 부모님이 러시아의 리듬체조 선수 알리나 카바예바를 따라서 '알리나'라고 지은 게 지금의 이름이 되었다.
13살 때인 2015년에는 할머니를 따라 모스크바로 이사를 갔으며 지금도 할머니와 같이 살고 있다. 또 친칠라 한마리를 키우고 있는데, 자기토바가 대회에 나갈 때면 할머니가 돌봐준다고 한다.

## 선수 경력
2007년 5살 때부터 스케이트를 배우기 시작하였다. 처음에는 이젭스크에서 나탈리야 안티피나의 지도를 받으며 훈련에 임하였으며, 2015년에 모스크바로 이사간 뒤에는 예테리 투트베리제와 세르게이 두다코프가 코치를 맡고 있다.
2016년 러시아 주니어 선수권대회에 처음 출전했을 당시 쇼트 프로그램에서 12위, 프리에서 8위를 차지해 종합순위 9위로 대회를 마쳤다.

### 2016–17시즌
2016년 8월에는 프랑스 생제르베레뱅에서 열린 2016-17 ISU 주니어 그랑프리에 처음 출전해 국제무대에 데뷔하였다. 여기서 쇼트와 프리 모두 1위를 차지하며 사카모토 가오리를 누르고 금메달을 획득하였다. 이때 세웠던 종합점수인 194.37점은 주니어급 여자 싱글 기록으로는 폴리나 추르스카바에 이어 역대 두 번째로 높은 점수로 기록됐다. 이후 자기토바는 슬로베니아에서 열린 JGP 대회에서 일본의 기히라 리카, 혼다 마린에 이어 3위에 올랐다. 이때의 기록으로 자기토바는 그해 12월 프랑스 마르세유에서 열리는 2016-17 JGP 파이널에 출전자격을 얻게 되었다.
JGP 파이널에서 자기토바는 다시 한번 양쪽 프로그램 모두 1위에 올라섰으며, 여자 주니어 전 기록을 모두 갈아치웠다. 종합점수는 207.43점으로 같은팀의 은메달리스트 아나스타시아 구바노바 (194.07점)에 비해 13점이나 높은 점수로 정상에 섰다. 이로서 자기토바는 사상 처음으로 종합점수 200점을 돌파안 주니어 여자선수가 되었다. 12월 말에 열린 시니어급 대회인 2017년 러시아 피겨스케이팅 선수권 대회에서는 쇼트에서 3위, 프리에서 2위를 기록하였으며 에브게니아 메드베데바에 이어 은메달을 차지하였다. 이듬해 2017년 2월에는 튀르키예에서 열린 유럽 청소년 올림픽 페스티벌에서 1위에 올랐다.

### 2017–18시즌

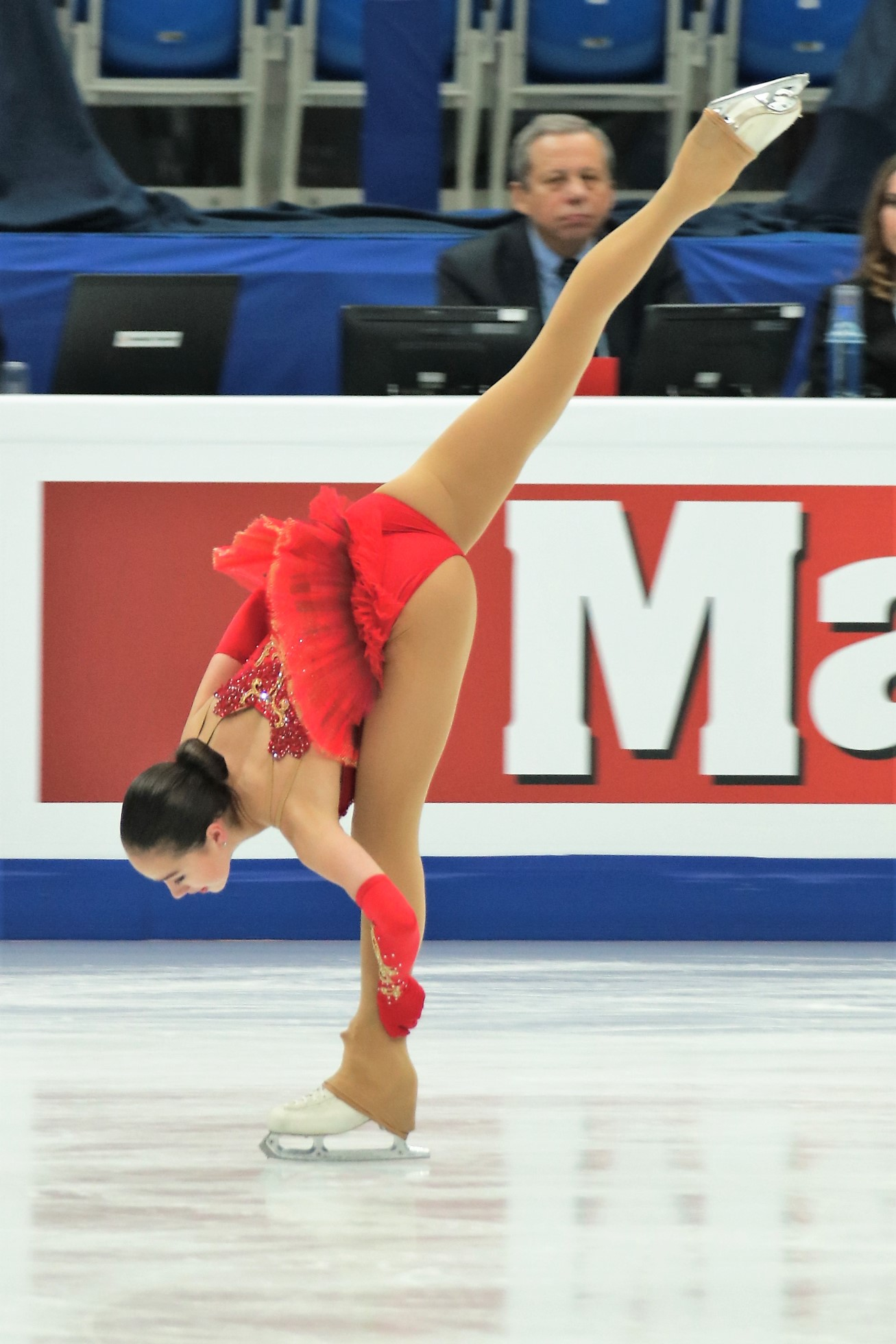
2018년 유럽 선수권대회에서 샬럿 스파이럴을 선보이고 있는 자기토바

2017-18시즌은 CS 롬바르디아 트로피 우승으로 기분좋게 출발했다. 당시 쇼트에서는 3위에 그쳤으나 프리에서 1위를 차지했고, 종합점수 218.46점을 기록해 역전한 것이었다. 2017-18 그랑프리 시즌에서는 중국컵과 국제 프랑스 대회에 출전하였는데, 중국컵에서는 쇼트에서 4위에 머물렀지만 프리에서 다시 1위를 차지하면서 종합점수 213.88점으로 금메달을 거머쥐었다. 국제 프랑스 대회에서는 쇼트에서 트리플너츠 시도를 하다 한차례 넘어지고 수차례 감점을 받으면서 5위에 머물렀다. 그러나 다시 한번 프리 프로그램 1위로 만회하면서, 종합점수 151.34점으로 금메달 획득은 물론 개인점수 경신에도 성공하였다. 이때의 기록으로 자기토바는 2017-2018 그랑프리 파이널에 진출할 수 있게 되었다.
그랑프리 파이널에서 자기토바는 쇼트프로그램에서는 76.27점을 기록해 개인최고기록을 달성하고, 캐틀린 오스먼드에 이어 2위에 오른 채 프리를 준비하였다. 프리프로그램에서는 두 번의 작은 실수가 있었지만 1위를 차지하였으며, 종합점수 223.30으로 개인 최고 종합기록을 경신하였다. 같은 달에는 메드베데바가 불참한 가운데 열린 러시아 국가 선수권대회에 출전해 양 프로그램 모두 1위, 종합점수 233.59점을 차지하며 금메달을 획득하였다.
2018년 1월 러시아 모스크바에서 열린 2018 유로피언 대회에서는 에브게니아 메드베데바를 누르고 우승하였다. 메다베데바가 2년 연속으로 우승하지 못했던 것은 이번이 처음이었다. 다음날인 1월 21일에는 메드베데바, 마리아 소츠코바와 함께 러시아 올림픽 국가대표팀에 합류하였다.
2018년 2월 23일 대한민국 강릉에서 열린 평창 동계올림픽 여자싱글 쇼트 프로그램에서 깔끔한 연기로 마쳤으며,  메드베데바가 일찍이 세웠던 81.61점을 경신한 82.92점의 세계신기록을 세우며 첫 올림픽 금메달을 목에 걸었다.